# Eucalyptus phoenicea
Eucalyptus phoenicea är en myrtenväxtart som beskrevs av Ferdinand von Mueller. Eucalyptus phoenicea ingår i släktet Eucalyptus och familjen myrtenväxter. Inga underarter finns listade i Catalogue of Life.